# Jerzy Bogaty
Jerzy Bogaty niem. Georg der Reiche, Herzog von Bayern-Landshut (ur. 15 sierpnia 1455, zm. 1 grudnia 1503 w Ingolstadt) – od 1479 książę Bawarii-Landshut z rodu Wittelsbachów.
Był synem Ludwika IX Bogatego i Amalii Saskiej.
Jerzy był jednym z najważniejszych sojuszników cesarza Maksymiliana I w jego wojnach w Szwabii, Szwajcarii, Geldrii i na Węgrzech.
W 1475 poślubił królewnę polską Jadwigę Jagiellonkę, córkę króla Polski Kazimierza Jagiellończyka. Ich wesele w Landshut było jednym z najwspanialszych widowisk średniowiecznej Europy i jest do dzisiaj przedstawiane w tym mieście: Wesele w Landshut (niem.: Landshuter Hochzeit).
Przyczyną śmierci Jerzego była marskość wątroby. Nie pozostawił męskiego potomka, a po jego śmierci jego księstwo pogrążyło się w długotrwałej wojnie sukcesyjnej.

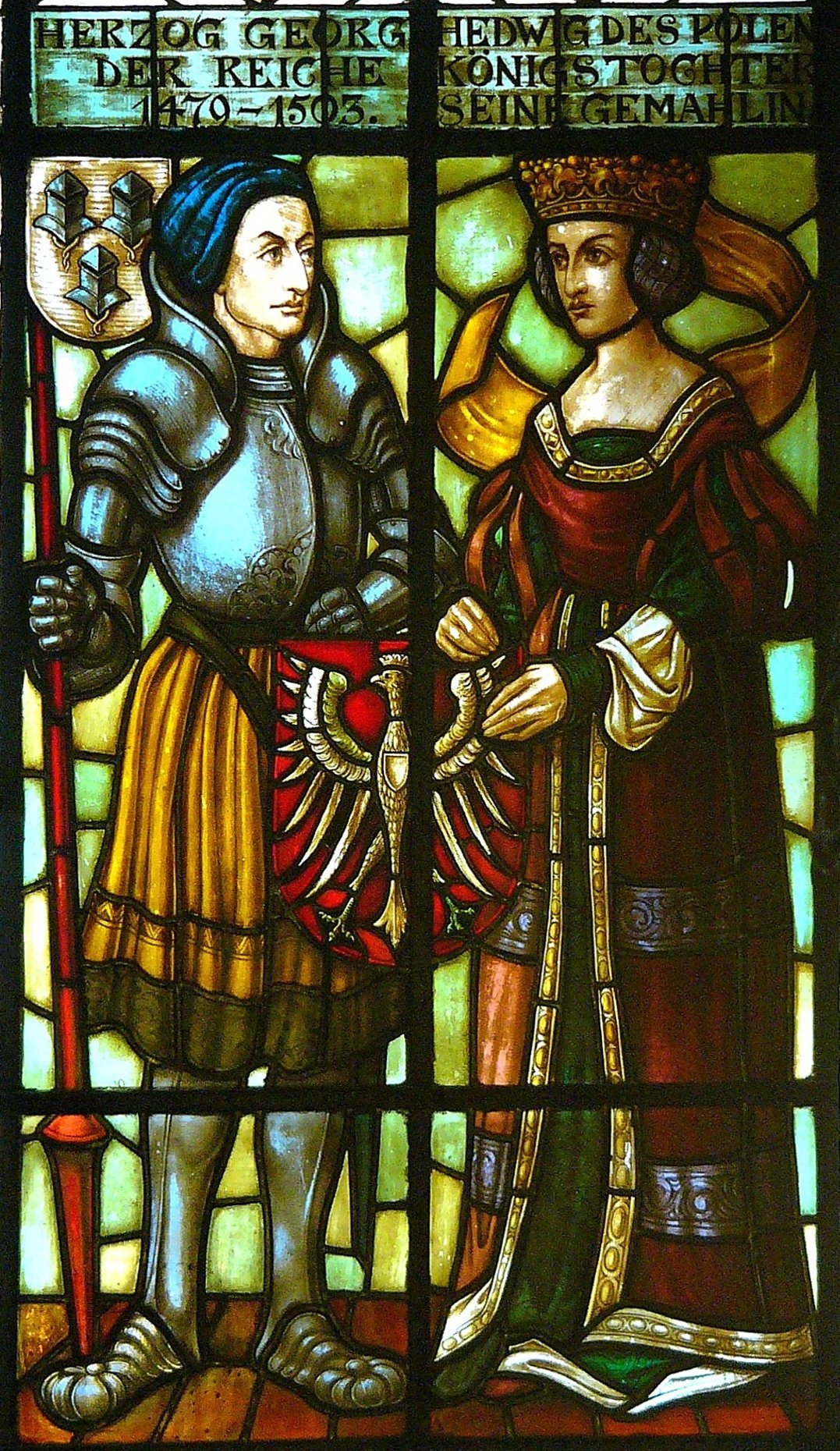
Witraż w ratuszu (Landshut) z Jerzym Bogatym i Jadwigą Jagiellonką